# Альба Торренс
Альба Торренс (ісп. Alba Torrens, нар. 30 серпня 1989) — іспанська баскетболістка, срібна призерка Олімпійських ігор 2016 року.

## Виступи на Олімпіадах
| Олімпіада           | Дисципліна | Місце |
| ------------------- | ---------- | ----- |
| Пекін 2008          | баскетбол  | 5     |
| Ріо-де-Жанейро 2016 | баскетбол  | 2     |

## Зовнішні посилання
- Альба Торренс — олімпійська статистика на сайті Sports-Reference.com (англ.) (архівна версія)